# Polarårboken-Gletscher
Der Polarårboken-Gletscher ist ein Gletscher an der Ingrid-Christensen-Küste des ostantarktischen Prinzessin-Elisabeth-Lands. Er fließt in westlicher Richtung in den nördlichen Teil des Publications-Schelfeises, den er 5 km nordöstlich der Inselgruppe Steinane erreicht.
Der US-amerikanische Kartograf John Hobbie Roscoe (1919–2007) kartierte ihn anhand von Luftaufnahmen der Operation Highjump (1946–1947). Roscoe benannte den Gletscher nach der Zeitschrift Polarårboken (norwegisch für Polarjahrbuch) des Norsk Polarklubb in Oslo, Norwegen.